# 天然拱

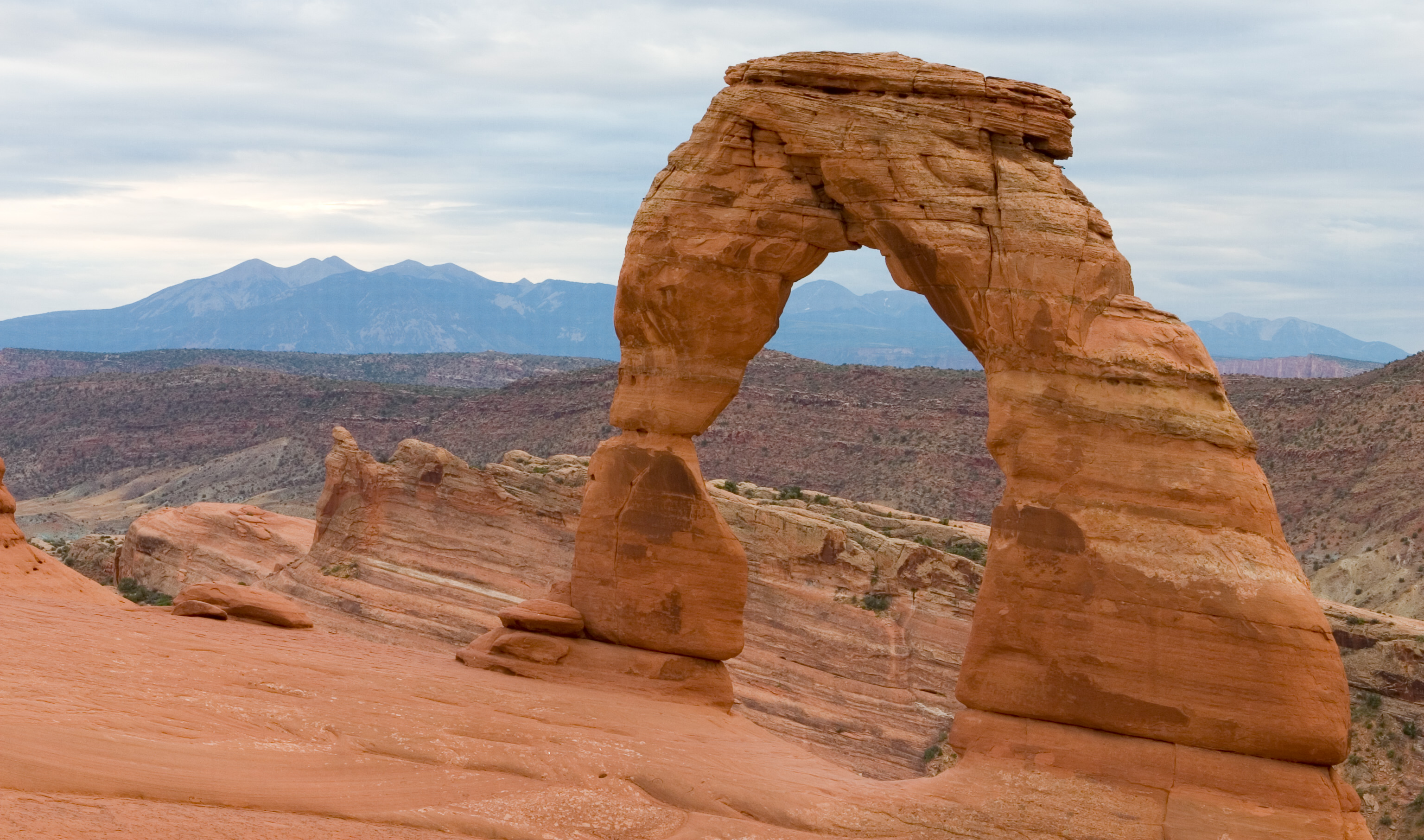
位于美国犹他州的精致拱门

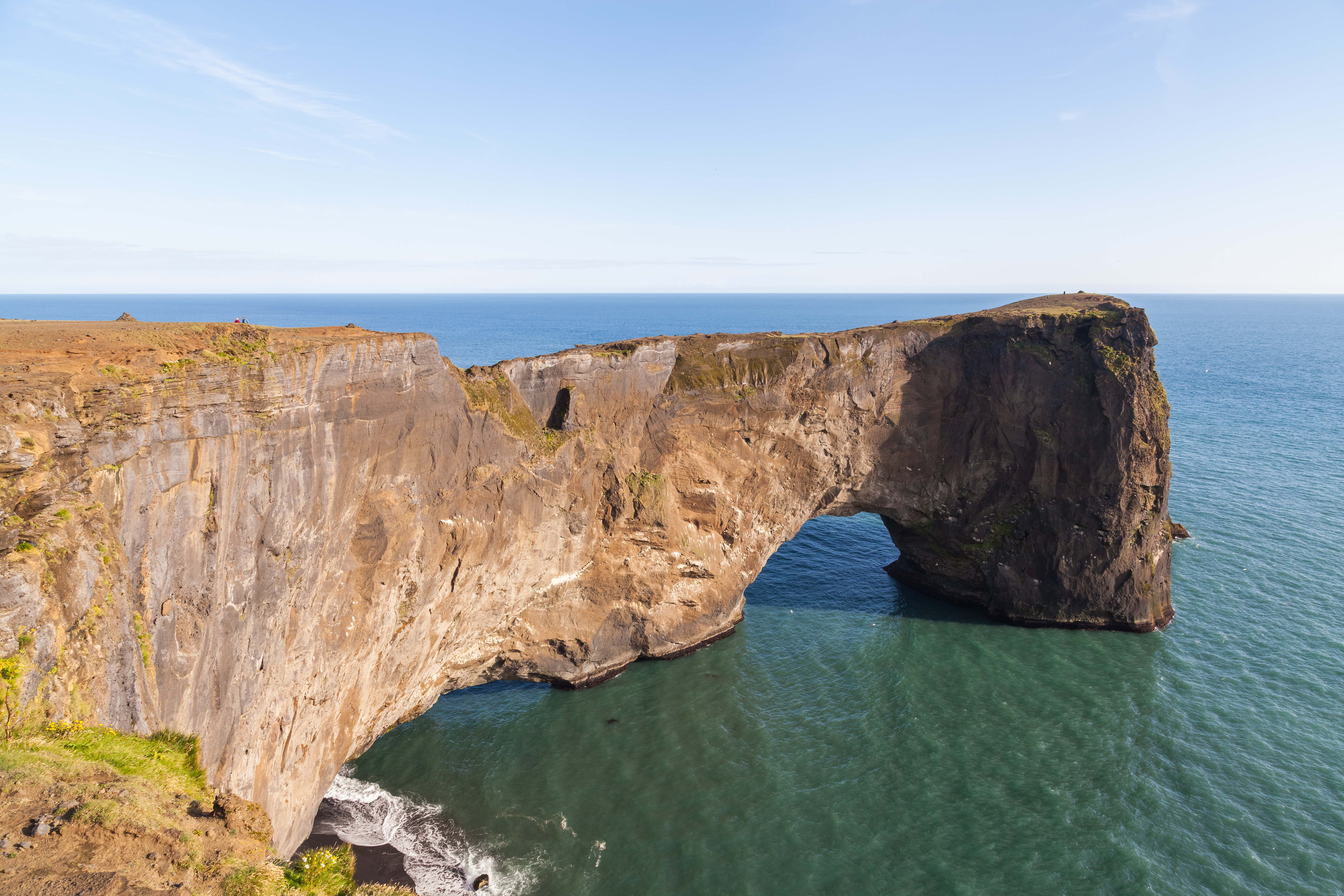
位於冰島的天然拱

天然拱，又称天然桥，是一种有天然通道穿过下方的岩石拱形构造（地形）。大多数的天然拱形成于狭窄的山脊和悬崖的薄壁上，因为此处易受侵蚀作用的影响而变得狭窄。悬崖层下方较软的岩石层逐渐被侵蚀，直到侵蚀出的岩屋凿穿了石桥的下方，从而形成了石拱。天然拱通常形成在易受海水、河流或风化作用侵蚀的地方；对岩石侵蚀的过程在短期内虽然很弱，但长此以往的侵蚀所起的作用会越来越明显，直到有所突破。
对用字而言，非“拱”即“桥”的选择有些武断，天然拱桥学会对此下的定义为天然桥是主要由水成作用形成的拱形构造。与此同时，《地质术语词典》则定义天然桥为“跨越山谷由侵蚀而成的天然拱”。